# Топильня (река)
Топильня (укр. Топильня) — правый приток реки Ольшанка, протекающий по Звенигородскому и Черкасскому районам (Черкасская область, Украина).

## География
Длина — 15, 17,2 км. Площадь водосборного бассейна — 49,1, 50,7км².  
Берёт начало от нескольких ручьёв возле села Топильна. Река течёт на северо-восток. Впадает в реку Ольшанка (на 74-км от её устья, в 1957 году — на 79-км от её устья) в селе Вязовок.
Русло средне-извилистое. На реке создан каскад прудов и водохранилищ.
Притоки: нет крупных. 
Населённые пункты на реке (от истока до устья):
1. Топильна
2. Вязовок